# Plus (red interbancaria)

Logotipo de Visa Plus.

Visa Plus es una red interbancaria mundial que proporciona efectivo a los titulares de tarjetas Visa. Como subsidiaria de Visa Inc., conecta todas las tarjetas de crédito, débito y prepago de Visa, así como las tarjetas de cajero automático emitidas por varios bancos en todo el mundo que llevan el logotipo de Visa / Electron.
Las tarjetas Visa, Electron están vinculadas a la red Plus por defecto, pero muy a menudo, se muestran los tres logotipos de Visa, Electron y Plus. Actualmente, hay más de 144 millones de tarjetas en funcionamiento, sin incluir las tarjetas que tienen Plus como red secundaria. Actualmente, hay más de un millón de cajeros automáticos ligados a Plus en 170 países de todo el mundo.
Además, se utiliza ampliamente como red interbancaria local en los Estados Unidos, donde compite con las redes interbancarias STAR, NYCE y Pulse. También se utiliza en Canadá, a pesar de que en ese país es significativamente menor que Interac, y en lugares como la India e Indonesia, donde hay muchas redes interbancarias. El principal competidor de Plus es Cirrus, que es ofrecido por su rival, Mastercard.